# Tuxedo Junction
Pour les articles homonymes, voir Tuxedo et Junction (homonymie).
Clip vidéo
[vidéo] « Erskine Hawkins - Tuxedo Junction », sur YouTube
[vidéo] « Glenn Miller - Tuxedo Junction », sur YouTube
Tuxedo Junction est un standard de jazz-swing américain, composé par Julian Dash (en), Bill Johnson et Erskine Hawkins,, qui l'enregistre en 1939 avec son big band jazz chez Bluebird Records. Sa reprise en particulier par Glenn Miller en 1940 en fait un des grands succès de l'ère du big band jazz des années 1940,. 

## Historique

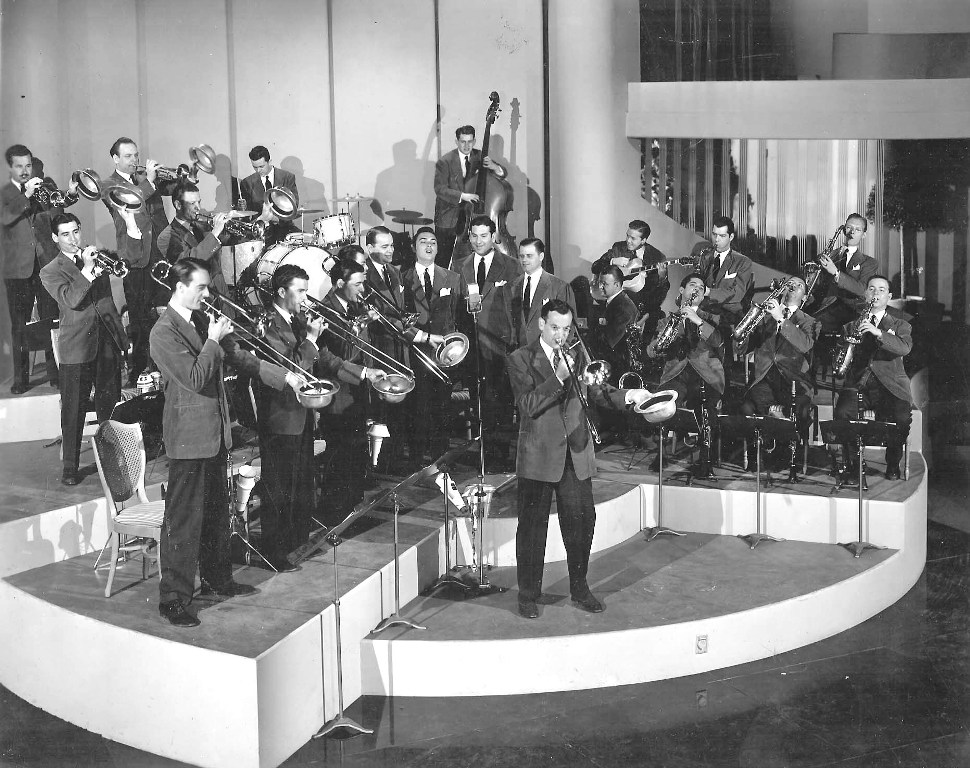
Glenn Miller et son big band jazz, vers 1940

Le titre du morceau fait référence au nom d'un célèbre quartier et club de jazz de Birmingham en Alabama, ou Erskine Hawkins est né et a passé son enfance. Son single arrive à la 7e place des ventes du Billboard américain (un de ses plus importants succès).
Sa reprise par Glenn Miller chez Bluebird Records à New York en 1940, est n°1 des ventes du Billboard américain (un des nombreux tubes de son répertoire).   

## Reprises
Ce standard de jazz est repris par de nombreux interprètes, dont Glenn Miller, Duke Ellington, Ella Fitzgerald, The Andrews Sisters, Bunny Berigan, Tommy Dorsey, Frankie Avalon, Harry James, Quincy Jones, The Manhattan Transfer...

## Au cinéma, musique de film
- 1954 : Romance inachevée, d'Anthony Mann (film biographique de Glenn Miller).
- 1995 : Meurtre à Alcatraz, de Marc Rocco, interprétée par The Andrews Sisters
- 2001 : Le Sortilège du scorpion de jade, de Woody Allen.
- 2008 : Australia, de Baz Luhrmann.
- 2019 : The Irishman, de Martin Scorsese, avec Robert De Niro et Al Pacino.